# Zbigniew Pietrzykowski
Zbigniew Jan „Piskorz“ Pietrzykowski (* 4. Oktober 1934 in Bestwinka bei Bielsko-Biała; † 19. Mai 2014 in Bielsko-Biała) war ein polnischer Boxer, vierfacher Europameister und dreifacher olympischer Medaillengewinner. 

## Boxkarriere
Zbigniew Pietrzykowski begann mit dem Boxen 1951 im Club BBTS Bielsko-Biała und wechselte 1954 während seines Militärdienstes zu Legia Warschau, ehe er 1957 zu BBTS Bielsko-Biała zurückkehrte und dort bis zum Ende seiner Karriere am 10. Februar 1968 verblieb. Seine beiden bedeutendsten Trainer waren Ernest Rademacher und Feliks Stamm.
Er war 11-facher Polnischer Meister (1954–1956 im Halbmittelgewicht, 1957 im Mittelgewicht, 1959–1965 im Halbschwergewicht) dreifacher Polnischer Mannschaftsmeister (1954/55 und 1955/56 mit Legia Warschau, sowie 1959/60 mit BBTS Bielsko-Biała) und bestritt 44 Länderkämpfe zwischen 1953 und 1966, von denen er 42 gewann. Darüber hinaus blieb er in all seinen 136 polnischen Ligakämpfen ungeschlagen.
Bis in die 1970er Jahre waren die kontinentalen Meisterschaften die wichtigsten Boxevents außerhalb der Olympischen Spiele, da die ersten Weltmeisterschaften erst 1974, und damit sechs Jahre nach Pietrzykowskis Karriereende, veranstaltet wurden. Bei seiner ersten EM, 1953 in Warschau, gewann er auf Anhieb eine Bronzemedaille im Halbmittelgewicht, nachdem er erst im Halbfinale gegen den späteren englischen Goldmedaillengewinner Bruce Wells verloren hatte. 1955 in West-Berlin schlug er dann im Finalkampf Karlos Dschanerjan aus der Sowjetunion und wurde Europameister im Halbmittelgewicht. Seinen zweiten EM-Titel gewann er im Mittelgewicht startend, 1957 in Prag, nachdem er im Finale den Jugoslawen Dragoslav Jakovljević besiegt hatte. 1959 in Luzern und 1963 in Moskau gewann er dann beide Male den Titel im Halbschwergewicht; er schlug dabei in den Finalkämpfen Gheorghe Negrea aus Rumänien bzw. Danas Pozniakas aus der Sowjetunion jeweils durch TKO.
An den Olympischen Spielen konnte er dreimal teilnehmen und dabei stets eine Medaille gewinnen. So erreichte er 1956 in Melbourne mit Siegen gegen Richard Karpow aus der Sowjetunion und Boris Nikolow aus Bulgarien das Halbfinale, wo er gegen den Ungar László Papp mit einer Bronzemedaille im Halbmittelgewicht ausschied. 1960 in Rom trat er dann im Halbschwergewicht an und zog mit Siegen gegen Carl Crawford aus Guyana, Emil Willer aus Deutschland, Petar Spassow aus Bulgarien und Giulio Saraudi aus Italien in das Finale ein, wo er gegen Muhammad Ali unterlag, welcher zu diesem Zeitpunkt noch unter seinem Geburtsnamen Cassius Clay angetreten war. Pietrzykowski gewann somit die Silbermedaille. 1964 in Tokio gewann er noch eine Bronzemedaille im Halbschwergewicht, nachdem er sich gegen den Jamaikaner Ronald Holmes und den Argentinier Rafael Gargiulo durchgesetzt hatte und im Halbfinale gegen Alexei Kisseljow aus der Sowjetunion unterlegen war.
Insgesamt bestritt er 367 Kämpfe mit 351 Siegen, 2 Unentschieden und 12 Niederlagen.

## Sonstiges
Pietrzykowski entstammte einer Lehrerfamilie und war 1953 Absolvent der Fachschule für Lebensmittelindustrie.
Nach seiner aktiven Zeit war er Trainer bei BBTS Bielsko-Biała, GKS Katowice sowie Wisła Kraków und Vorstandsmitglied des polnischen Olympiakomitees Polski Komitet Olimpijski.
Vom 14. Oktober 1993 bis 10. Oktober 1997 war er Abgeordneter des polnischen Parlamentes (Sejm) für die Partei BBWR des Staatspräsidenten Lech Wałęsa und in dieser Funktion auch stellvertretender Vorsitzender des Ausschusses für Sport und Körperkultur. 

## Auszeichnungen
- 1957: Verdienter Meister des Sports (Zasłużony Mistrz Sportu)
- 1960: Orden Polonia Restituta, Stufe „Ritter“ (Order Odrodzenia Polski, Kawalerskim)
- 1963: Fairplay-Preis (Nagroda Fair Play)
- 1986: Aleksandra-Rekszy-Preis (Nagroda imienia Aleksandra Rekszy)
- 1994: Kalos-Kagathos-Medaille (Medale Kalos Kagathos)
- 1997: Verdienter Aktivist der Körperkultur (Zasłużony Działacz Kultury Fizycznej)
- 1998: Orden Polonia Restituta, Stufe „Offizier“ (Order Odrodzenia Polski, Oficerski)